# Newmore
Newmore är ett cigarettmärke som ges ut av det danska tobaksbolaget House of Prince.
Tobaksblandningen i märkets cigaretter är American blend. Lansering i Sverige skedde först år 2002, och märket Newmore White kom år 2003. Finns i fyra varianter. Cigaretten är 84 mm lång. Högsta pris är 42 kronor per paket. Symbolen på Newmores paket är en räv.

## Newmore Blue
- Tjära 10 mg
- Nikotin 0,8 mg
- Kolmonoxid 10 mg

## Newmore Silver
- Tjära 8 mg
- Nikotin 0,6 mg
- Kolmonoxid 9 mg

## Newmore White
- Tjära 4 mg
- Nikotin 0,4 mg
- Kolmonoxid 5 mg

## Newmore Menthol
- Tjära 8 mg
- Nikotin 0,7 mg
- Kolmonoxid 9 mg